# Andrena probata
Andrena probata là một loài Hymenoptera trong họ Andrenidae. Loài này được Warncke mô tả khoa học năm 1973.